# Kohäsion (Linguistik)
Die Kohäsion oder Textkohäsion ist ein Begriff aus der Textlinguistik und bezeichnet den formalen Zusammenhalt eines gesprochenen oder geschriebenen Textes, der durch äußerliche Markierungen vermittelt wird, z. B. durch den Gebrauch bestimmter Tempusformen, Pronomen oder Deiktika. Textkohäsion ist damit abgegrenzt gegen Textkohärenz, die sich auf den inhaltlichen Zusammenhang bezieht. Oft wird aber auch Kohärenz in einem weiteren Sinn auch als Oberbegriff für Kohäsion und Kohärenz (im engeren Sinn: semantische Verbindungen zwischen Sätzen) verstanden. Einer der prominentesten Forscher im Bereich dieses Gebiets der Textlinguistik ist der Anglist und Linguist Wolfram Bublitz.
Nach Halliday/Hasan ist die Kohäsion eine textkonstitutive (textbildende) semantische Relation. Sie sichert, dass Sätze syntaktisch zusammenhängen oder als zusammenhängend betrachtet werden, im Gegensatz zu einer (grammatisch oder interaktiv) zusammenhanglosen Folge von Sätzen oder Wörtern.

## Verschiedene Kohäsionsmittel
Es gibt verschiedene Kohäsionsmittel, die uns einen Text als zusammenhängend erkennen lassen, z. B.:
KonnektiveKonjunktionen und Pronominaladverbien verbinden als Konnektoren Sätze oder sonstige Textelemente miteinander. Sie sind somit das Kohäsionsmittel par excellence (Konjunktion: „Ich weiß, dass ich nichts weiß.“ Pronominaladverb: „Heute ist Freitag. Darüber freue ich mich.“).
RekurrenzDie Wiederaufnahme eines bereits eingeführten Lexems im weiteren Textverlauf („Morgen kommt der Nikolaus. Vor dem Nikolaus hab ich Angst.“).
Partielle RekurrenzDas Wiederaufgreifen eines Wortbestandteils (genauer: eines lexikalischen Morphems), was meist durch Ableitung (Derivation) oder Zusammensetzung (Komposition) geschieht (in diesem Artikel z. B. „Zusammenhang“, „zusammenhängend“, „zusammenhanglosen“).
Pro-FormenMittels Pronomen, Adverbien, Pronominaladverbien wird auf ein Bezugselement des sprachlichen Kontextes verwiesen („Mein Vater sitzt im Gefängnis. Er ist sehr einsam.“).
TextdeixisDie Textdeixis ist die sprachliche Bezugnahme auf im Text eingeführtes Wissen. Prototypisches Beispiel: Ein bestimmter Artikel verweist auf ein bereits durch einen unbestimmten Artikel in den Text eingeführtes Bezugselement. („Kommt ein Mann mit einem Frosch auf dem Kopf zum Arzt. Sagt der Frosch: Herr Doktor, ich glaube, ich habe mir was eingetreten!“).
VorwissensdeixisDie Vorwissensdeixis ist ein Verweis auf textexternes Weltwissen, welches für das Textverständnis vorausgesetzt wird. Prototypisches Beispiel: Ein bestimmter Artikel impliziert, dass das damit Bezeichnete dem Leser aufgrund seines Weltwissens bereits bekannt sein sollte („Der Papst bestellt ein Bier.“).
SituationsdeixisDie Situationsdeixis stellt einen Bezug zur konkreten Situation her, in welche der Text eingebettet ist (Pro-Formen, bestimmte Artikel), („Wir treffen uns morgen hier.“)
SubstitutionEs werden Wörter verwendet, die auf dasselbe Referenzobjekt verweisen, z. B. Synonyme, Metaphern oder Ober- und Unterbegriffe (Hyperonyme und Hyponyme). („Mohammed VI verliert an Popularität. Der junge König hat viele Erwartungen enttäuscht.“).
TempusDie Tempusverwendung dient als Hinweis auf die Sequenzierung (zeitliche Abfolge) der Ereignisse („Als der Hurrikan das Festland erreichte, hatte man bereits alles evakuiert.“).
EllipseDer Textverweis wird durch eine Leerstelle erzeugt („Ich will nach Hause.“ „Ich _ auch _.“).
Explizite Textverknüpfung / MetakommunikationDer Text verweist explizit auf vorangehende oder folgende Textstellen, er spricht also über sich selbst („siehe oben“, „im Folgenden“, „wie erwähnt“).